# Vosek (Pesnica)
Vosek is een plaats in Slovenië en maakt deel uit van de gemeente Pesnica in de NUTS-3-regio Podravska. De plaats telde 314 inwoners op 1 januari 2020.